# 萨顿胡头盔 (雕塑)

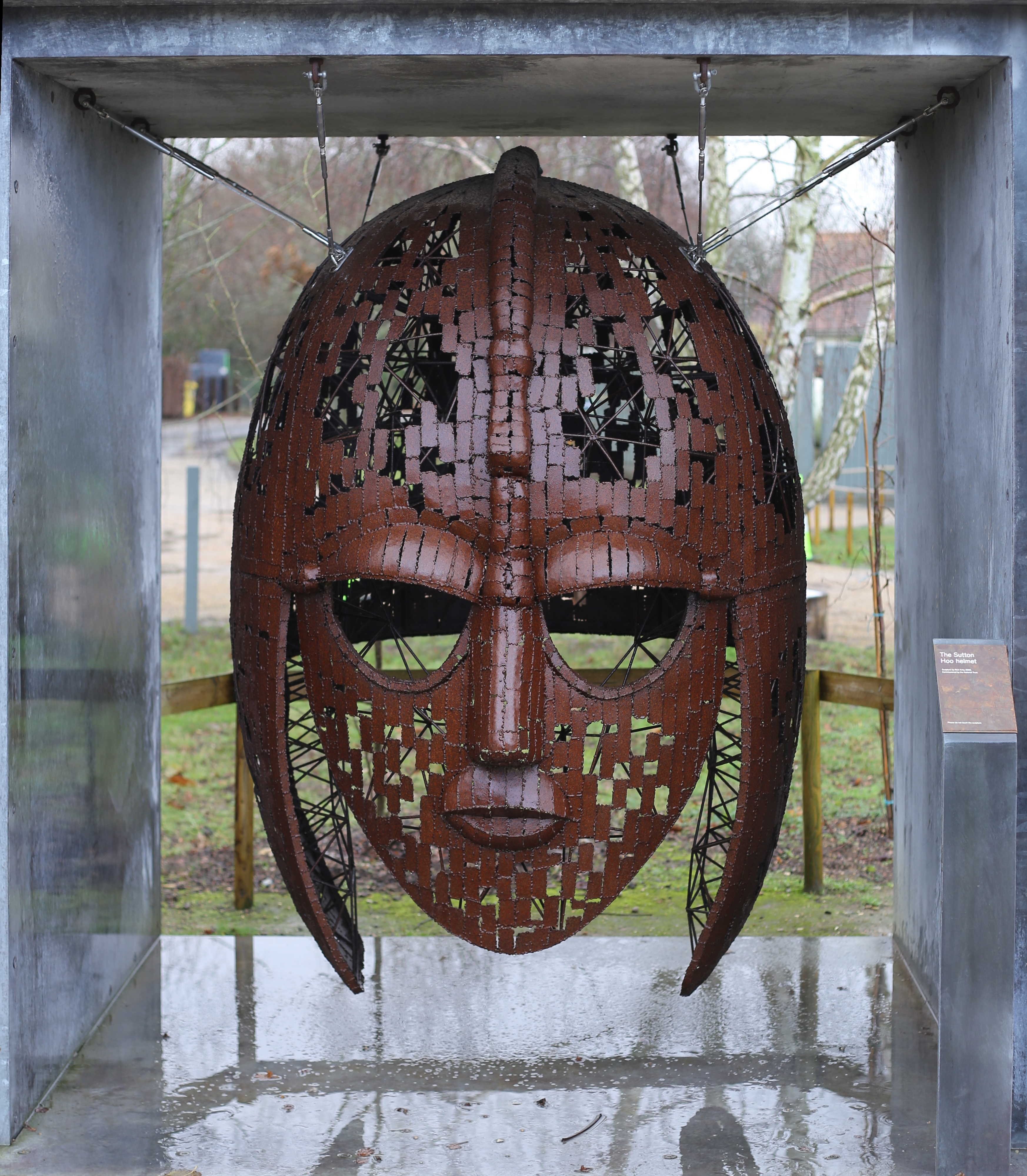
萨顿胡游客中心外的萨顿胡头盔

52°05′41″N 1°20′29″E / 52.0948°N 1.3415°E
萨顿胡头盔（英語：Sutton Hoo Helmet）是英格兰雕塑家里克·柯比2002年的作品，再现萨顿胡船葬发现的盎格魯-撒克遜同名头盔。柯比应英國國民信託之邀创作雕塑，作品立于萨顿胡游客中心外的展厅。2002年3月13日，诺贝尔文学奖得主谢默斯·希尼在游客中心开幕式为雕塑揭幕，作品此后在展厅入口放到2019年再移至萨顿胡遗址入口。
雕塑高一米八，宽一米二，深一米六，重九百公斤，用染成红色的低碳鋼板制成。皇家兵械庫依照古物制出闪亮的复制品，但雕塑家为再现文物的“激烈感”沿用残缺外观。柯比一向喜欢用钢铁雕刻，认为这有利于体现原头盔的规模感和戏剧效果。萨顿胡头盔是柯比大型雕塑代表作，后来的作品多次重复面具风格。

## 背景

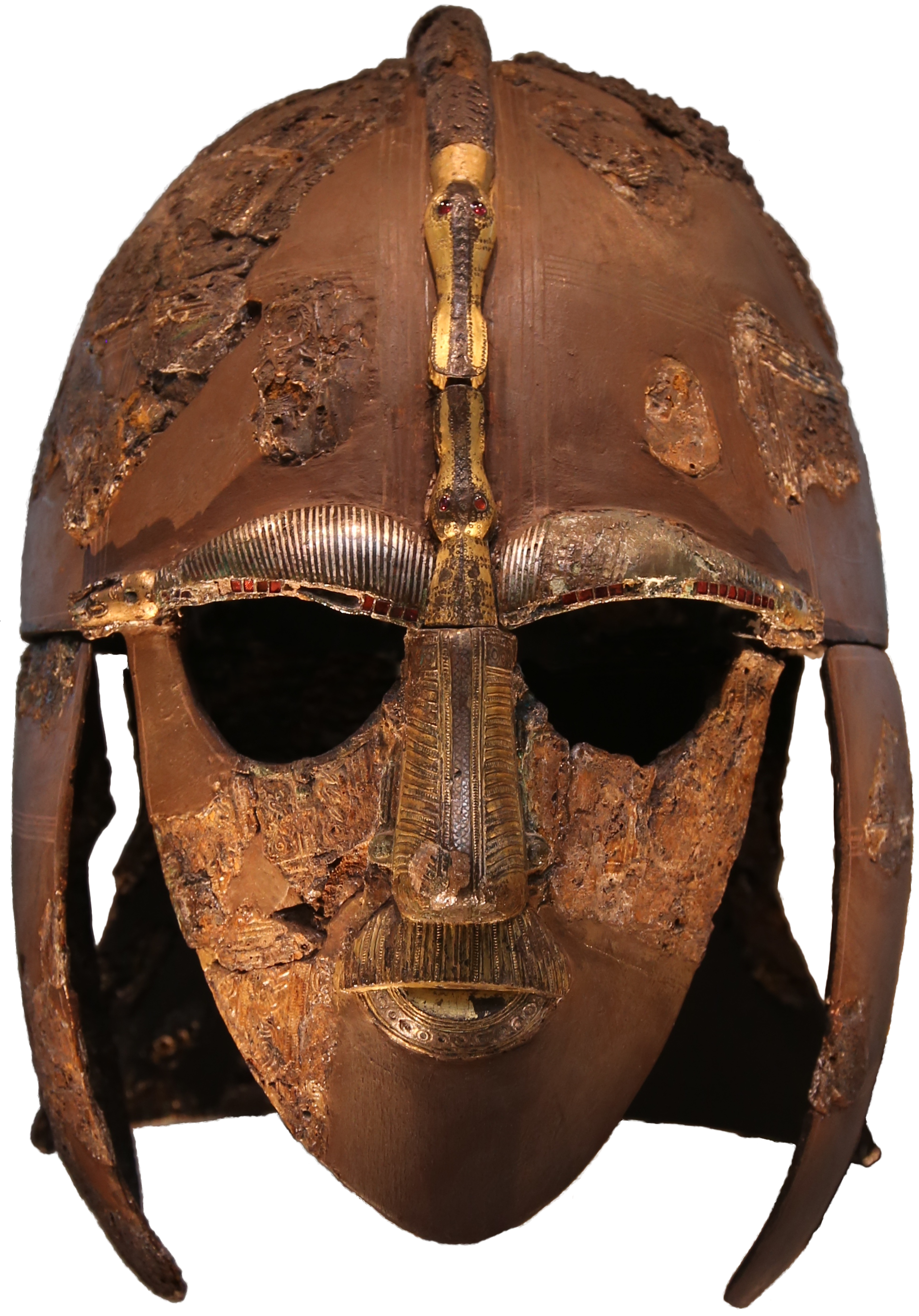
萨顿胡头盔

1939年，考古学家在薩福克郡伍德布里奇附近发掘古坟（位置俯瞰德本河），发现拥有极多财宝的盎格魯-撒克遜人坟墓，人称萨顿胡。这里很快成为“英国图坦卡蒙”，改变学界对黑暗时代的理解，结合对该时代财富与社会成熟度的全新认识，黑暗时代的说法由中世纪取代。萨顿胡头盔由五百多个碎片拼凑而成，是萨顿胡手工艺品代表作，此后数十年间已成中世纪、考古学乃至英格兰的象征。

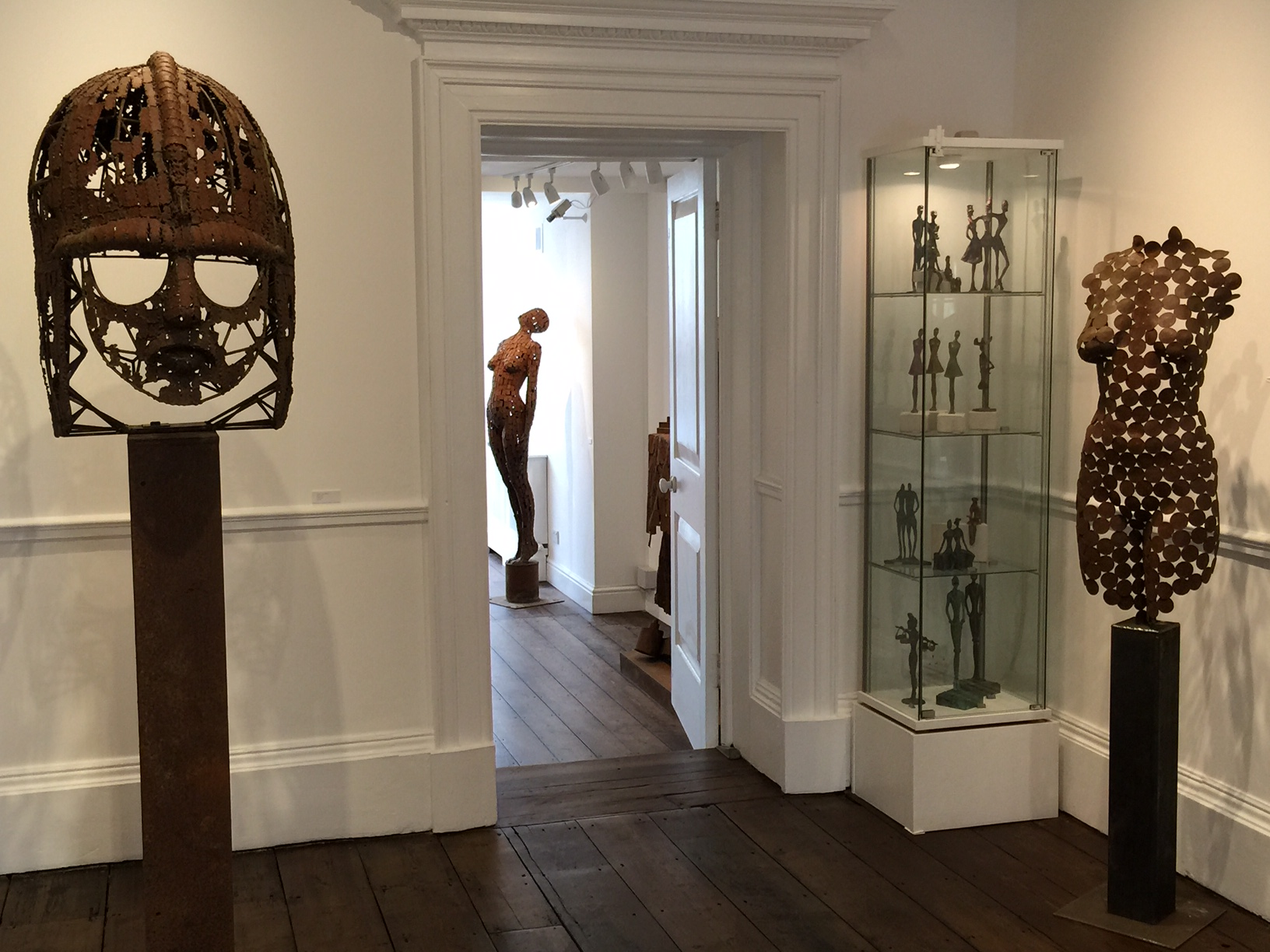
里克·柯比2015年在巴斯埃克索尔美术馆举办个展，左侧是萨顿胡头盔模型

萨顿胡的发掘产物在几周内捐至大英博物馆，占地近百万平方米的遗址地产和萨顿胡别墅原属私人所有，安妮·特兰默去世后于1998年遗赠英國國民信託，该机构把宅邸更名特兰默别墅感谢馈赠。2000年，英国国民信托委托范海宁根与哈瓦德建筑事务所设计游客中心，包括庄园整体规划，设计展厅、游客设施、停车场，修复建于爱德华时代的别墅。游客中心耗资五百万英镑，2002年3月13日由诺贝尔文学奖得主谢默斯·希尼揭幕，他翻译的盎格鲁-撒克逊史诗《貝奧武夫》1999年出版，其中就有类似萨顿胡的奢侈丧葬习俗描写。
英国国民信托聘请英格兰雕塑家里克·柯比为游客中心创作雕塑，要求作品给予观众“激烈感”。柯比此时已经完成众多公共美术品，如2000年玛格丽特公主在聖托馬斯醫院外揭幕的雕塑、2001年伊丽莎白女王在卡恩市中心宣告落成的雕塑。2002年2月26日，英国国民信托委托设计的萨顿胡头盔赶在三月游客中心正式开幕前吊到展厅入口上方，此后十余年都放在门上。2019年5月30日，雕塑移至入口处新位置。
柯比创作雕塑期间制出比例模型，加上底座共高一米九七，2005年在私人美术馆出售，要价9600英镑。

## 简介

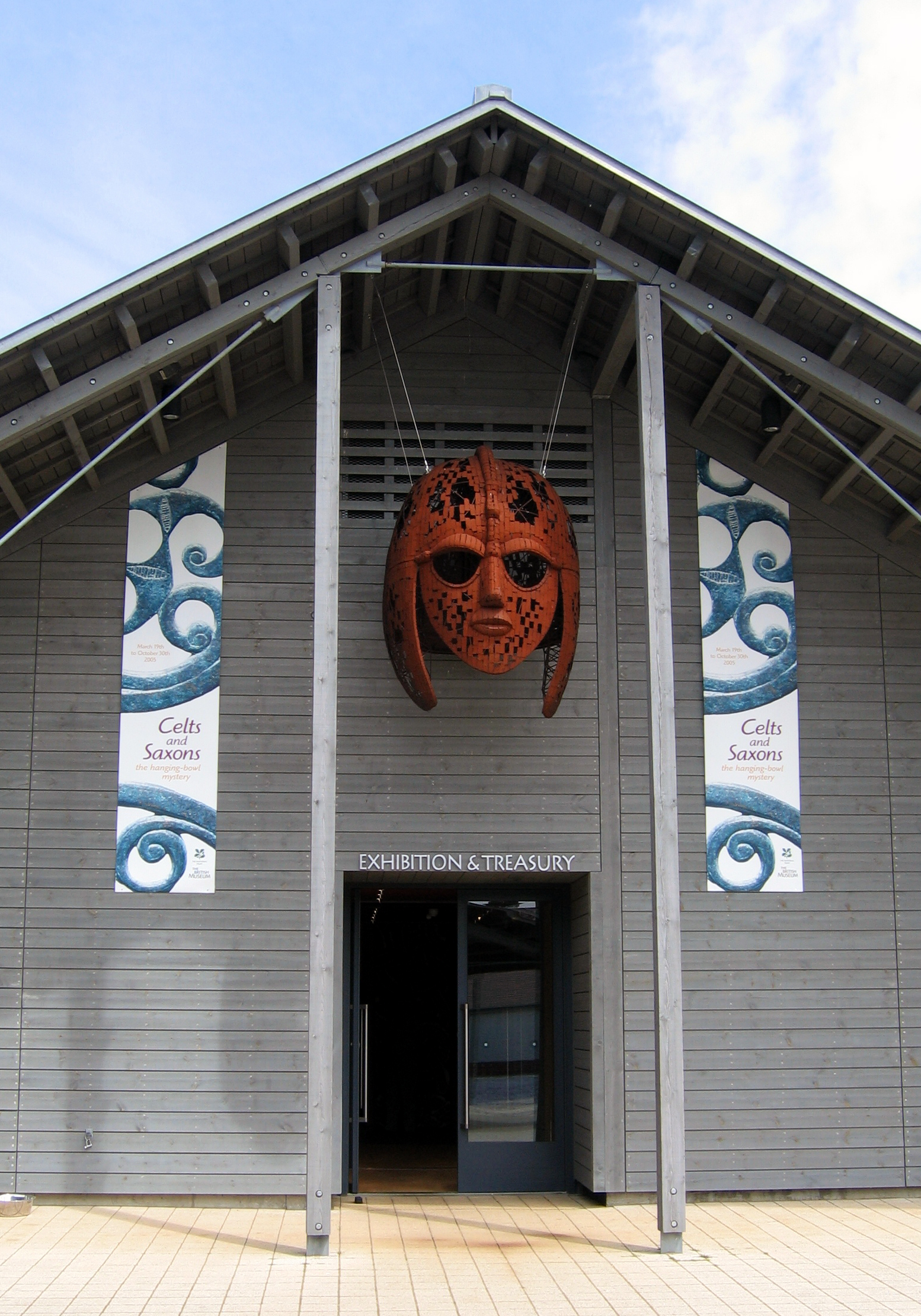
位于萨顿胡游客中心原址的萨顿胡头盔

柯比根据萨顿胡船葬遗址出土的著名头盔创作雕塑，但尺寸远超古物，采用九百公斤染成红色的低碳鋼板制成，高一米八，宽一米二，深一米六。雕塑外部结构由内部钢制框架支撑。原版头盔文物高31.8厘米，宽21.5厘米，深25.5厘米，估计重2.5公斤。
原有头盔是大量碎片拼接而成，柯克的雕塑也是如此，仿佛考古学家复原的文物。头盔在1970至1971年由奈杰尔·威廉姆斯负责第二次重组，雕塑有意模仿此次重建的外观，与皇家兵械庫生产的闪亮复制品差异显著。英国国民信托称赞雕塑“引人注目、惊喜不已”，《东盎格鲁日报》认为雕塑堪称游客中心的标志，向往来游客致意。
柯比一向喜欢用钢铁雕刻，认为这样可以把雕塑做大，达到引人惊叹的效果。他大部分作品注重体现人的面部与体型，后来的雕塑《面具》、《垂直的脸》同样采用凝视、古井无波的美术风格。

## 脚注
1. 1 2  MacGregor 2011，第301–303頁.
2. ↑  Williams 1992，第77頁.
3. ↑  MacGregor 2011，第303頁.
4. ↑  Richards 1992，第131頁.
5. ↑  Axle Arts 2018.
6. ↑  Worsley 2003.
7. ↑  National Trust Tranmer House.
8. ↑  Architects' Journal 2000.
9. ↑  Dawson 2002.
10. ↑  Kennedy 2002.
11. 1 2 3 4 5  Ipswich Star 2002.
12. ↑  Kirby.
13. 1 2 3 4  Cocke 2009.
14. 1 2  Russell 2019.
15. ↑  Evans 2002，第42頁.
16. ↑  National Trust 2019.
17. ↑  Axle Arts 2015a.
18. ↑  Axle Arts 2015b.
19. 1 2 3  Cocke 2013，第251頁.
20. ↑  Cocke 2013，第251–252頁.
21. ↑  British Museum helmet.
22. ↑  Williams 1992.
23. ↑  Bruce-Mitford 1972，第123頁.
24. 1 2  ArtParkS.
25. ↑  Bath Contemporary.